# ゆりゆららららゆるゆり大事件
「ゆりゆららららゆるゆり大事件」（ゆりゆららららゆるゆりだいじけん）は、七森中☆ごらく部の楽曲。同グループのデビューシングルとして2011年7月20日にポニーキャニオンから発売された。楽曲は三弥が作詞、イイジマケンが作曲を手掛けた。

## 概要
本曲はテレビアニメ『ゆるゆり』のオープニングテーマとして用いられた。曲名のフレーズを連呼するイントロから始まる。赤座あかり役の三上枝織はマイコミジャーナルのインタビューで「『ゆるゆり』という言葉がひたすら頭の中で再生されるような感じになりました」と語り、また作品の世界を再現した可愛らしい曲であるという感想を語っている。
シングルは初回限定盤（PCCG-01197）と通常盤（PCCG-70119）の2種リリースで、初回限定盤には本曲のPVと振付を収録したDVD、および赤座あかり・吉川ちなつのキャラカードどちらか1枚が同梱されている。
2019年3月1日には、ソニー・ミュージックエンタテインメントのアニメソング人気投票キャンペーン「平成アニソン大賞」においてユーザー投票賞（2010年 - 2019年）に選出された。

## 収録曲
| #         | タイトル                                                                     | 作詞         | 作曲                             | 編曲                             | 時間  |
| --------- | ---------------------------------------------------------------------------- | ------------ | -------------------------------- | -------------------------------- | ----- |
| 1.        | 「ゆりゆららららゆるゆり大事件」(テレビアニメ『ゆるゆり』オープニングテーマ) | 三弥         | イイジマケン                     | イイジマケン、ピエール           | 3:50  |
| 2.        | 「ゆるゆりI♥U」                                                              | イイジマケン | イイジマケン、村山シベリウス達彦 | イイジマケン、村山シベリウス達彦 | 3:24  |
| 3.        | 「ゆりゆららららゆるゆり大事件［からおけ］」                                 |              |                                  |                                  |       |
| 4.        | 「ゆるゆり I♥U ［からおけ］」                                                |              |                                  |                                  |       |
| 合計時間: | 合計時間:                                                                    | 合計時間:    | 合計時間:                        | 合計時間:                        | 14:26 |

| #  | タイトル                                              | 作詞 | 作曲・編曲 |
| -- | ----------------------------------------------------- | ---- | ---------- |
| 1. | 「ゆりゆららららゆるゆり大事件」(ミュージック♪ビデオ) |      |            |
| 2. | 「ゆりゆららららゆるゆり大事件」(振付ビデオ)          |      |            |

## カバー
- 桜ヶ丘健司（安元洋貴） - 2012年8月29日発売のシングル『百合男子 キャラクターソングCD』に収録[7][注 1]。
- 天海春香（中村繪里子）・星井美希（長谷川明子）・如月千早（今井麻美）・高槻やよい（仁後真耶子） - 漫画『THE IDOLM@STER』第1巻の特装版付属CDに収録。
- すーぱーそに子 - 2014年3月開催の『AnimeJapan 2014』にて先行販売のシングル『すーぱーそに子がアニソンを歌ってみた。』に収録。
- Pastel*Palettes［ボーカル：丸山彩（前島亜美）］  - ゲーム『バンドリ! ガールズバンドパーティ!』に収録（2018年10月31日追加[8]）。2023年5月31日発売のアルバム『Pastel à la mode』でCD初収録[9]。